# Mentida noble

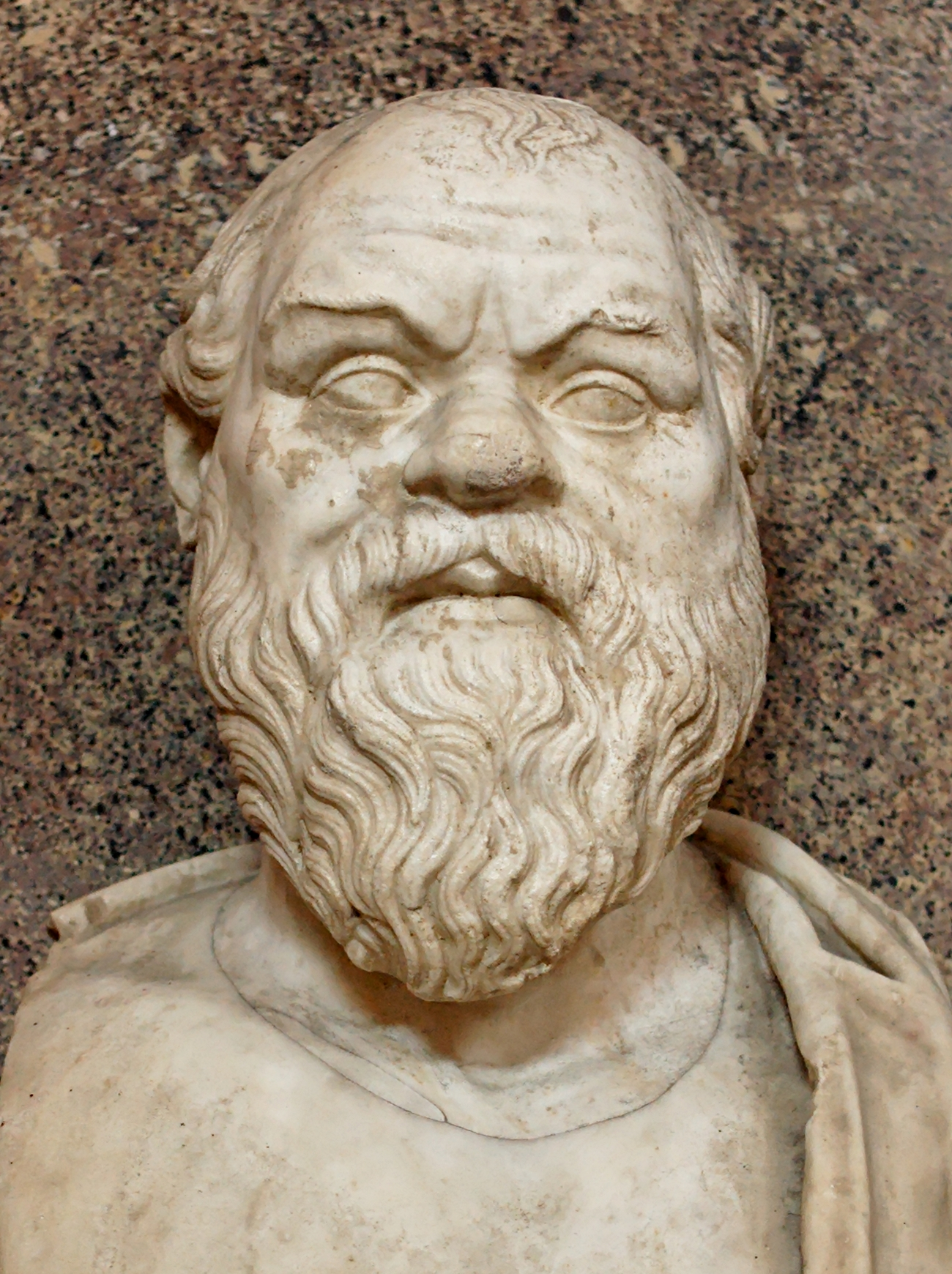
Sòcrates (representat en aquest bust) va justificar l'ús de mentides nobles a la República de Plató.

En política, una mentida noble és un mite o una mentida, sovint, però no invariablement, de caràcter religiós, propagada a consciència per una elit per mantenir l'harmonia social o avançar en una agenda. La noble mentida és un concepte originat per Plató tal com es descriu a la República.
En religió, una ficció piadosa és una narració que l'autor presenta com a veritable, però que altres consideren que és fictícia, encara que produïda amb una motivació altruista. El terme s'utilitza de vegades de manera pejorativa per suggerir que l'autor de la narració enganyava deliberadament els lectors per motius egoistes o enganyosos. El terme s'utilitza sovint en contextos religiosos, de vegades referint-se a passatges de textos religiosos.

## Repúblicade Plató

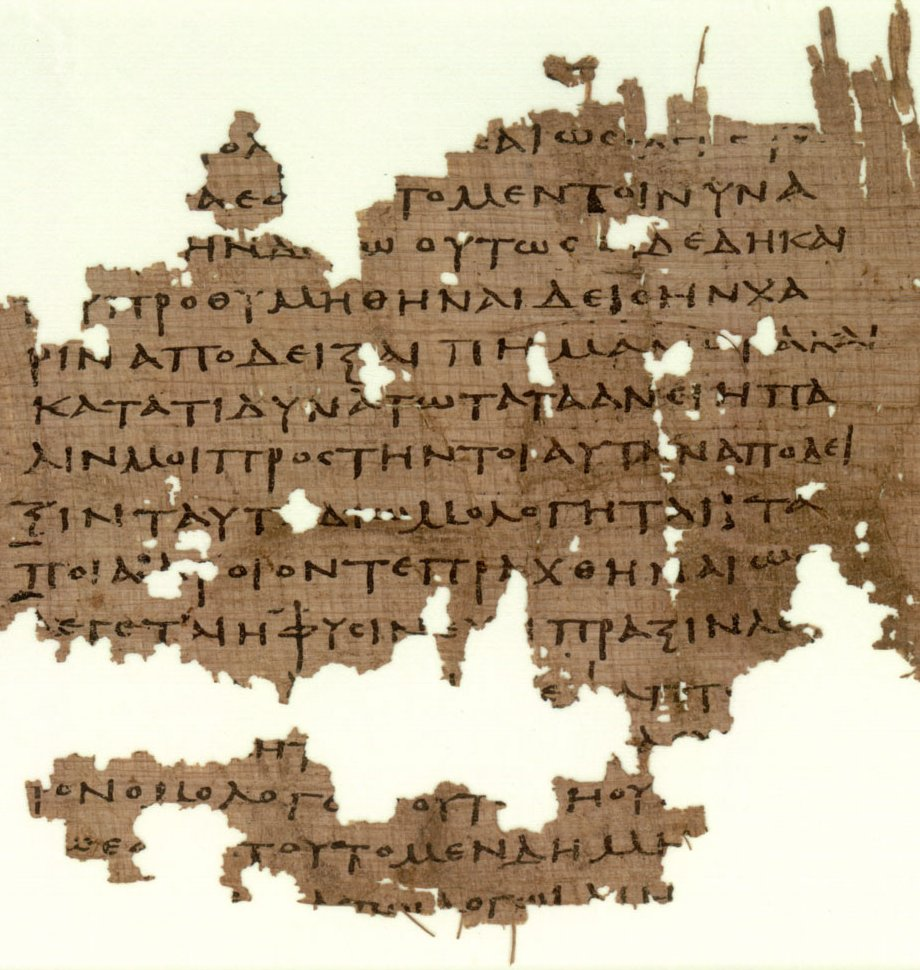
P. Oxy. 3679, manuscrit del, que conté fragments de la República de Plató.

Plató va presentar la mentida noble (γενναῖον ψεῦδος, gennaion pseudos) en el conte de ficció conegut com el mite o paràbola dels metalls. En ell, Sòcrates proporciona l'origen de les tres classes socials que componen la república proposada per Plató; Sòcrates parla d'una societat socialment estratificada, en què es diu a la població "una mena de conte fenici":
Sòcrates proposa i afirma que si la gent cregués "aquest mite ... [tindria] un bon efecte, fent-los més inclinats a cuidar l'estat i els uns als altres". Aquesta és la seva noble mentida : "un artifici per a una d'aquestes falsedats que es produeixen en cas de necessitat, de les quals acabàvem de parlar, alguna noble. . . "

## Percepció moderna

### Karl Popper

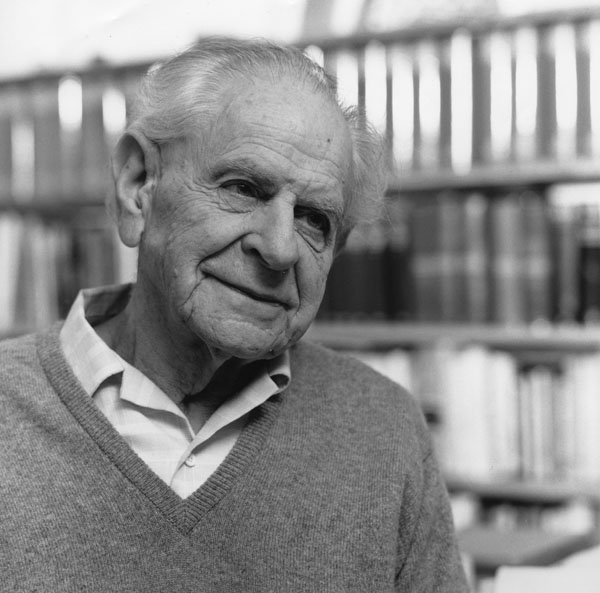
Sir Karl Popper el 1990

Karl Popper va acusar Plató d'intentar també basar la religió en una mentida noble. A La societat oberta i els seus enemics, Popper remarca: "És difícil entendre per què els comentaristes de Plató que elogien que lluitessin contra el convencionalisme subversiu dels sofistes i que establissin un naturalisme espiritual basat en la religió en última instància, no el censuren per convertir una convenció, o millor dit un invent, en la base última de la religió ". La religió per a Plató és una mentida noble, almenys si suposem que Plató va dir tot això sincerament, no cínicament. Popper considera que la concepció de Plató de la religió va influir molt en el pensament posterior.

### Leo Strauss
Strauss va assenyalar que els pensadors de primer ordre, que es remuntaven a Plató, havien plantejat el problema de si els polítics bons i efectius podien ser completament veraces i encara aconseguir els fins necessaris de la seva societat. Implicadament, Strauss demana als seus lectors que considerin si és cert que les mentides nobles no tenen cap paper a jugar en unir i guiar la polis. Calen mites per donar sentit i propòsit a les persones i per garantir una societat estable? O els homes dedicats a examinar implacablement, en la llengua de Nietzsche, aquestes "veritats mortals", poden florir lliurement? Per tant, hi ha un límit en allò polític, i què es pot conèixer absolutament? A La ciutat i l'home, Strauss analitza els mites esbossats a la República de Plató que són necessaris per a tots els governs. Aquests inclouen la creença que la terra de l'Estat li pertany, tot i que probablement va ser adquirida il·legítimament i que la ciutadania té arrels en alguna cosa més que els accidents de naixement. Seymour Hersh també afirma que Strauss va recolzar les mentides nobles: mites utilitzats pels líders polítics que volien mantenir una societat cohesionada. A El poder dels malsons, el documentalista Adam Curtis opina que "Strauss creia que era per als polítics afirmar mites poderosos i inspiradors en els quals tothom pogués creure. Potser no eren certs, però eren il·lusions necessàries. Una d'aquestes era la religió; l'altre era el mite de la nació ".

### Desmond Lee
"Plató ha estat criticat pel seu mite fonamental com si es tractés d'una mentida calculada. Això es deu en part al fet que la frase traduïda aquí com a "mite magnífic" (p. 414b) s'ha traduït convencionalment com a "mentida noble"; i això s’ha utilitzat per donar suport a l'acusació de que Plató fa front a la manipulació de la propaganda. Però el mite és acceptat per les tres classes, inclosos els guardians. Està destinat a substituir les tradicions nacionals que té qualsevol comunitat, que pretenen expressar el tipus de comunitat que és, o vol ser, els seus ideals, en lloc d'expressar qüestions de fet. "

### Allan Bloom
El traductor Allan Bloom va defensar una traducció i interpretació literal de l'expressió de Plató:

## Ficció piadosa

### Exemples

#### Context religiós

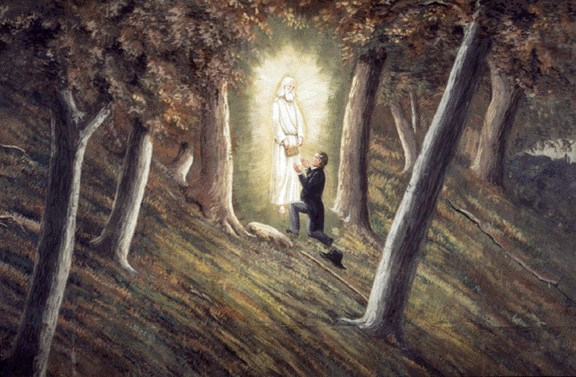
Una descripció de la descripció de Joseph Smith de rebre les plaques daurades de l ' àngel Moroni al turó Cumorah

- Les principals interpretacions històriques de la Bíblia hebrea (és a dir, el Tanakh o l'Antic Testament protestant) sovint consideren que gran part de la Bíblia jueva i tanakh és una ficció piadosa, com les conquestes de Josué[12] i les històries del Pentateuc.[13][14][15] El Llibre de Daniel també s'ha descrit com una ficció piadosa, amb el propòsit d'encoratjar els jueus.[16]
- Els enfocaments crítics històrics generals sovint consideren històries del Nou Testament com el Naixement de la Verge, la Visita dels Reis Mags a Jesús i altres, com a ficcions pietoses.[17]
- El Llibre de Mormó, una de les Obres estàndard del Moviment Sant dels Últims Dies, ha estat descrit com un engany o ficció piadosa, i no s’accepta que conté revelació divina per part dels que no pertanyen al moviment Sant dels Últims Dies.[18]
- Diversos autors han descrit l'Alcorà, el text sagrat de l'islam, com una ficció piadosa.[19][20][21] Així mateix, els hadits han estat descrits per diversos autors com una col·lecció de diverses ficcions pietoses.[22]
- Dale Eickelman escriu que els juristes musulmans fan servir una ficció piadosa quan afirmen que la llei islàmica és invariable, quan de fet està subjecta a canvis.[23]
- La relació entre la celebració moderna del Nadal i el naixement històric de Jesús també s’ha descrit com a tal.[24][25]

#### Altres contextos
- Fredrick Pike descriu alguns esforços per augmentar la moral durant la Gran Depressió com a ficcions piadoses.[26]